# Kolej dużych prędkości w Polsce

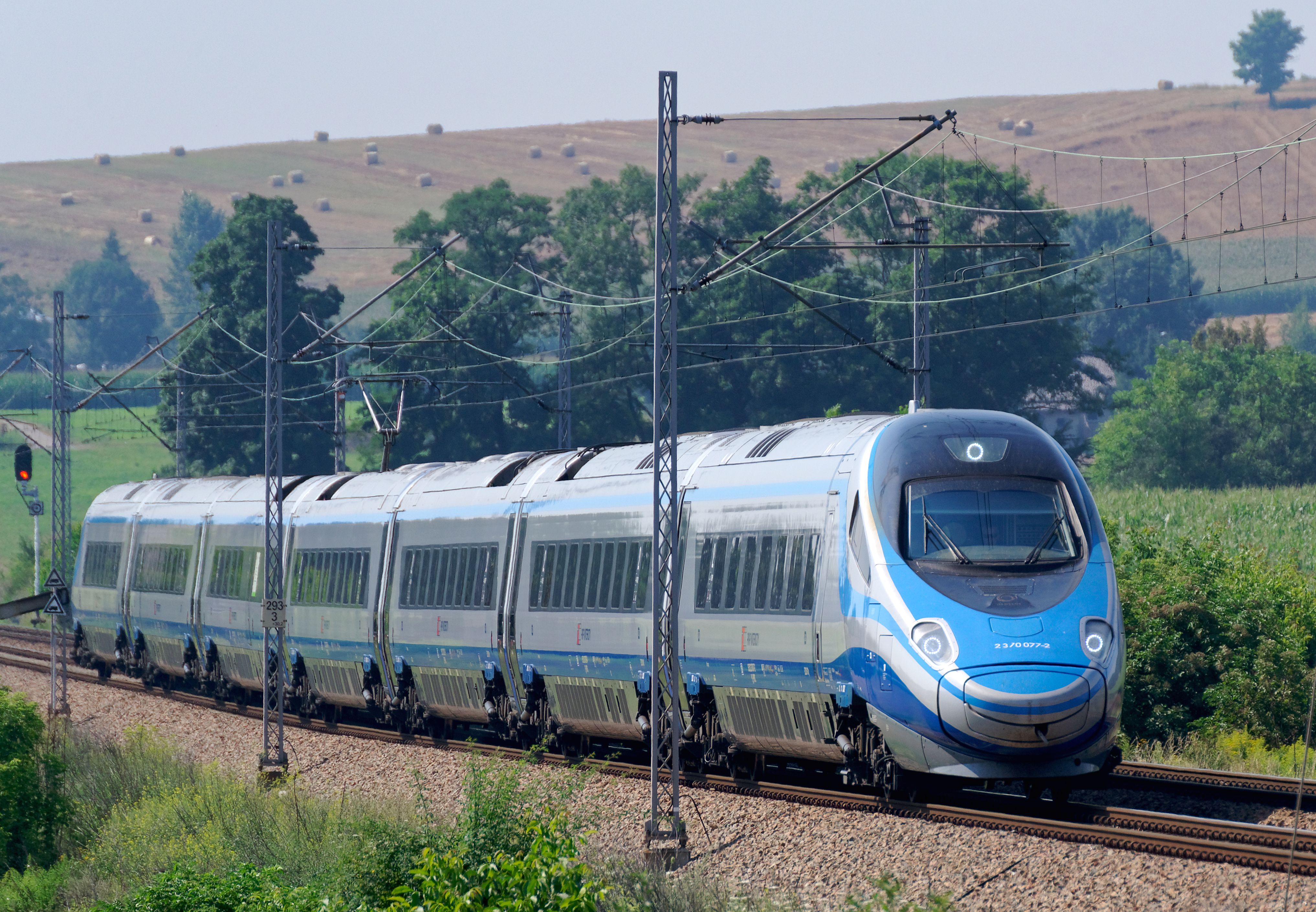
Kolej dużych prędkości w Polsce

Kolej dużych prędkości w Polsce – system linii i taboru kolejowego dużych prędkości na terenie Polski, które umożliwiają prowadzenie planowych przewozów z prędkością co najmniej 200 km/h. Regularny ruch na tych liniach został uruchomiony w grudniu 2014. Na większości linii kolejowej nr 4 pociągi ED250 Pendolino, należące do przewoźnika PKP Intercity, jeżdżą z prędkością maksymalną 200 km/h. Wraz z postępem prac remontowych odcinek linii nr 4 dostosowany do prędkości 200 km/h i większych, ma się wydłużyć. Uzyskanie prędkości 200 km/h jest możliwe również na fragmentach linii nr 9. Planowana jest także budowa nowych linii kolejowych dużych prędkości pod roboczą nazwą Linia Y.

## Regulacje prawne
Rozporządzenia Ministra Transportu i Gospodarki Morskiej, Ministra Infrastruktury i instrukcje PKP Polskich Linii Kolejowych określają warunki techniczne, które muszą spełniać linie kolejowe i poruszające się po nich pociągi, aby mogły osiągać prędkości większe niż:
- 140 km/h – strefa zagrożenia na peronach o szerokości co najmniej 1,5 m (dla niższych prędkości co najmniej 1 m lub co najmniej 0,75 m)[1];
- 160 km/h – brak skrzyżowań z drogami w poziomie szyn[2], a także wyposażenie i uruchomienie systemu ETCS poziomu co najmniej pierwszego[3].

Kontrolę i certyfikację urządzeń i procedur stosowanych w przewozach kolejowych w Polsce, włączając koleje dużych prędkości, prowadzi Urząd Transportu Kolejowego.

## Linie kolejowe dużych prędkości

### Centralna Magistrala Kolejowa

Linia kolejowa nr 4 (na zielono odcinek z dozwoloną prędkością 200 km/h)

#### Charakterystyka
Linia kolejowa nr 4, nazywana Centralną Magistralą Kolejową (w skrócie CMK), to linia o długości 224 km łącząca Grodzisk Mazowiecki z Zawierciem. Linia otwierana była etapami w latach 1974–1977. Już podczas budowy została zelektryfikowana. 3 maja 1984 na linii wprowadzono prędkość maksymalną dla pociągów pasażerskich wynoszącą 140 km/h, 29 maja 1988 prędkość 160 km/h, a 14 grudnia 2014 prędkość 200 km/h. We wszystkich przypadkach były to wówczas największe prędkości rozkładowe w sieci PKP.
Geometria linii, sieć trakcyjna i nawierzchnia kolejowa są dostosowane do prędkości 250 km/h, a obiekty inżynierskie są przebudowywane do prędkości 300 km/h. Przekroczenie prędkości 230 km/h w normalnej eksploatacji może być jednak niemożliwe ze względu na niewystarczającą wydajność systemu zasilania elektrycznego działającego na tej linii. Linia na całej długości wyposażona jest w system ETCS poziomu 1.
CMK wykorzystywana jest przede wszystkim przez pociągi łączące Warszawę z Katowicami, Krakowem i Wrocławiem (przez protezę koniecpolską). Od 14 grudnia 2014 połączenia dalekobieżne na tej linii są obsługiwane m.in. przez pociągi ED250 Pendolino.
Począwszy od grudnia 2014 jazda z prędkością 200 km/h jest możliwa na odcinku Olszamowice – Zawiercie, który jako pierwszy otrzymał zezwolenie Urzędu Transportu Kolejowego na prowadzenie przewozów z tą prędkością. Taką prędkość maksymalną wprowadzono na odcinku od km 125,200 do km 212,200 (czyli na szlaku Olszamowice – Zawiercie) z wyłączeniem km 151,900–155,430 (stacja Włoszczowa Północ) i km 142,850–149,500 (znajdują się tam przejazdy w poziomie szyn). Łączna długość odcinków z dozwoloną prędkością 200 km/h wynosiła 76,820 km. 12 marca 2017 rozpoczęły się prace modernizacyjne na stacjach Olszamowice i Włoszczowa Północ, w związku z którym skrócono odcinek z dopuszczoną prędkością 200 km/h do 58 km (km 156,496–214,800). 10 grudnia 2017 na odcinku Grodzisk Mazowiecki – Idzikowice (80 km) wprowadzono prędkość 200 km/h.
CMK jest wykorzystywana do testów taboru pod kątem maksymalnej prędkości, 24 listopada 2013 ustanowiono na niej rekord prędkości pociągu w Polsce wynoszący 293 km/h.

#### Plany przebudowy
PKP PLK modernizuje linię nr 4 tak, aby na całej jej długości było możliwe prowadzenie przewozów z prędkością 200 km/h. Po zebraniu doświadczeń z jazdy planowej z prędkością 200 km/h PKP PLK wspólnie z PKP Intercity zamierza kontynuować podnoszenie prędkości.

Północny odcinek linii E 65

### Północny odcinek szlaku E 65
Jest to linia łącząca Warszawę Wschodnią z Gdynią Główną, w jej skład wchodzi cała linia nr 9 (323 km) i fragment linii nr 202 (21 km). Kolejne odcinki tej linii były otwierane w latach 1852, 1857, 1870, 1876, 1877 i 1933. Linia została zelektryfikowana w latach 1957–1985. Ze względu na trudny układ geometryczny od lat 70. rozważano budowę nowej linii, która miałaby być przedłużeniem Centralnej Magistrali Kolejowej i przebiegać od stacji Korytów do Gdańska. Ostatecznie zdecydowano się na modernizację istniejącej linii.
Od 14 grudnia 2014 połączenia dalekobieżne na tej linii są obsługiwane m.in. przez pociągi ED250 Pendolino. Począwszy od grudnia 2020 na części linii możliwa jest jazda z prędkością 200 km/h.
Według Piotra Malepszaka, pełnomocnika zarządu PKP PLK, jedynie na studwudziestokilometrowym odcinku Działdowo – Malbork mógłby być wykorzystany system wychylnego nadwozia, którego nie posiadają pociągi Pendolino zamówione przez PKP Intercity.

## Rozbudowa sieci –Linia Y

Planowana linia Y

Linia Y to robocza nazwa planowanego systemu linii kolejowych dużych prędkości. Jego nazwa pochodzi od projektowanego kształtu linii, który miałby przypominać literę Y. Pociągi pasażerskie miałyby poruszać się po tych liniach z prędkościami do 300–350 km/h. Mają połączyć Warszawę, Łódź i, po rozwidleniu w Nowych Skalmierzycach lub w okolicach Zduńskiej Woli, Poznań i Wrocław.
Pierwsze plany budowy w Polsce Kolei Dużych Prędkości powstały w 1995 roku i ewoluowały przez całe lata 90., aż zostały opublikowane w 2001 roku. W 2006 roku rozpoczęły się prace nad wstępnym studium wykonalności, 19 grudnia 2008 uchwalony został program budowy i uruchomienia przewozów kolejami dużych prędkości, co pozwoliło rozpocząć prace nad właściwym studium wykonalności. 3 października 2011 PKP PLK zarekomendowały wariant przebiegu pierwszej linii, jednakże 2 miesiące później Minister Transportu Sławomir Nowak zapowiedział zamrożenie wszelkich prac do 2030 roku, z wyjątkiem dokończenia studium wykonalności, które ukończono w 2013 roku. Jako główny powód tej decyzji podano chęć koncentracji na projektach modernizacyjnych i rewitalizacyjnych istniejącej sieci kolejowej. Później pracowano jeszcze nad koncepcją przedłużenia Y do Berlina i Pragi. Prace te zakończono w grudniu 2015.
Jedynym elementem, który jest już gotowy, jest nowy dworzec Łódź Fabryczna (otwarty 11 grudnia 2016), na którym wybudowany został specjalny peron i dodatkowa para torów w tunelu średnicowym z myślą o obsłudze KDP.
Największą korzyścią z budowy linii Y miałoby być skrócenie czasu trwania podróży pomiędzy Warszawą a Wrocławiem. Miasta te leżą od siebie w odległości około 310 km, jednakże najkrótsze obecnie możliwe połączenie kolejowe, przez Łódź i Kalisz, liczy 390 km. Torowiska na tej trasie są, w znaczącej części, w złym stanie technicznym. W grudniu 2014 roku ukończono remont protezy koniecpolskiej – odcinka linii kolejowych nr 61 i 144, który tworzy alternatywne połączenie prowadzące przez Opole, Częstochowę Stradom i CMK. Liczy ono 427 km. Do tego momentu najszybsze pociągi łączące Warszawę z Wrocławiem jeździły przez Poznań (469 km) lub Katowice (484 km).

## Tabor dużych prędkości

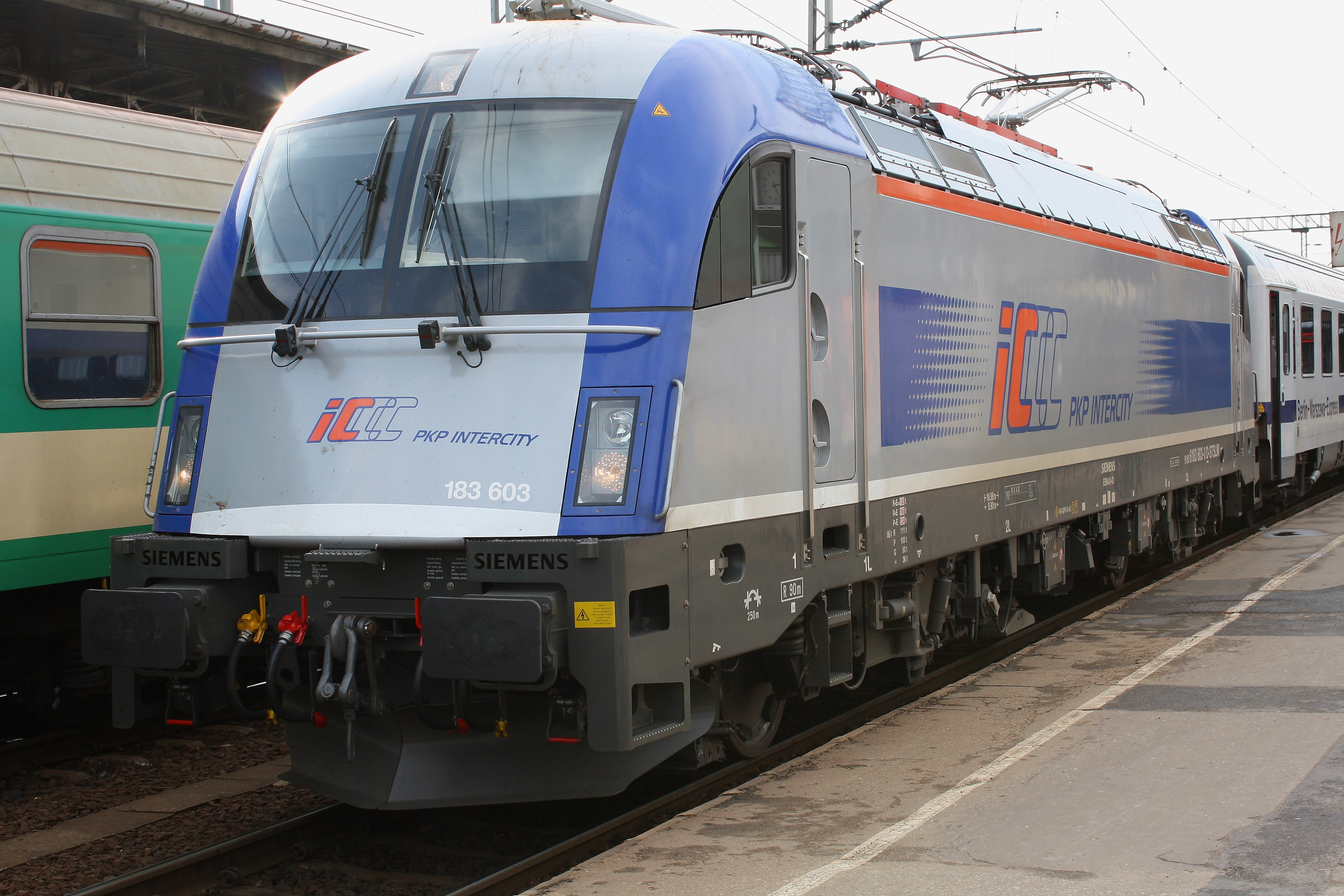
EU44 EuroSprinter

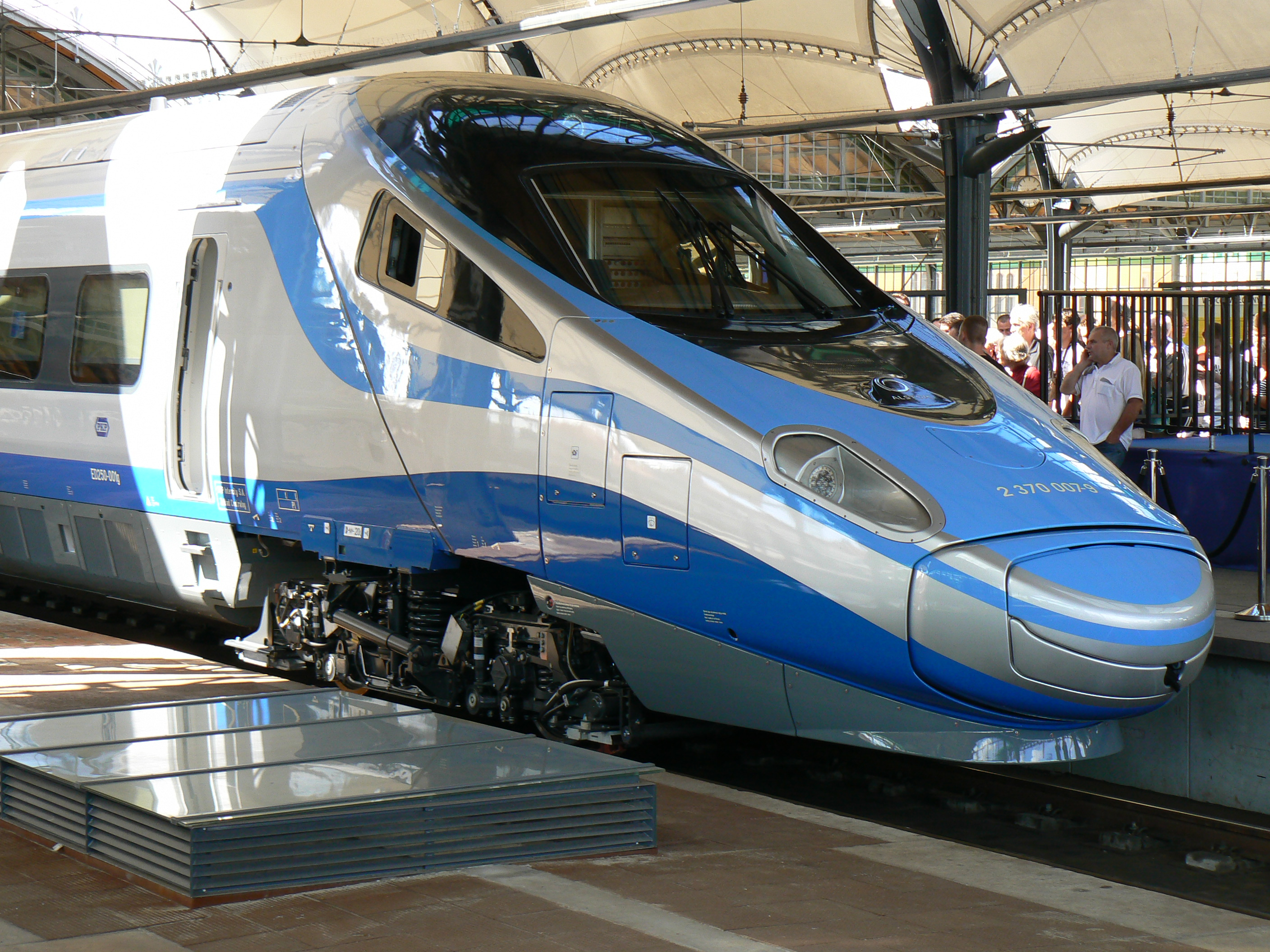
ED250 Pendolino

Trasy pociągów Express InterCity Premium

Na przełomie lat 60. i 70. XX w. podjęto w Polsce pierwsze próby skonstruowania i wybudowania taboru dużych prędkości. Ze względu na brak regulacji dotyczących nazewnictwa i przedziałów wartości, prędkości od 100 do 140 km/h nazywano wówczas podwyższonymi prędkościami, od 140 do 200 km/h – dużymi prędkościami, a 200 km/h i więcej – bardzo dużymi prędkościami.
Od 1972 do 1975 roku Centralne Biuro Konstrukcyjne Przemysłu Taboru Kolejowego, które w międzyczasie zmieniło nazwę na Ośrodek Badawczo-Rozwojowy Pojazdów Szynowych, projektowało wagon osobowy typu 122A. Pojazd ten planowano wykonać w dwóch wersjach – zgodnie ze standardem UIC-Z1 na prędkość 200 km/h oraz Z2 na prędkość 160 km/h. Ostatecznie prace nad wariantem Z1 zakończono na założeniach konstrukcyjnych, zaś w latach 1975–1976 opracowano dokumentację konstrukcyjną wagonu w standardzie Z2, któremu nadano typ 127A. W 1980 roku Pafawag wyprodukował dwa prototypowe egzemplarze – po jednym typu podstawowego 127A i zmodyfikowanego 127Aa.
W 1973 roku Centralny Zarząd Trakcji Ministerstwa Komunikacji przez Centralny Ośrodek Badań i Rozwoju Techniki Kolejnictwa przekazał Ośrodkowi Badawczo-Rozwojowemu Pojazdów Szynowych wytyczne techniczno-eksploatacyjne elektrycznego zespołu trakcyjnego dużych prędkości, na podstawie których rok później konstruktorzy tego ośrodka rozpoczęli wstępne prace nad pojazdem typu 4WE. Jednostka ta miała składać się z 3-wagonowych modułów samodzielnych pod względem zasilania, sterowania i wyposażenia. W zależności od potrzeb eksploatacyjnych miała istnieć możliwość łączenia ich w składy 6-, 9- i 12-wagonowe. Ponadto miało być możliwe dostosowanie pociągu do warunków danej linii i potrzeb przewozowych poprzez stosowanie wagonów różnego rodzaju. Przewidywano produkcję wagonów silnikowych 1 klasy, 2 klasy, 2 klasy z kabiną i 2 klasy z bufetem i doczepnych 2 klasy z bufetem, z których można byłoby zestawiać dwie odmiany modułów – z trzema wagonami silnikowymi przystosowaną do prędkości 200 km/h i ze środkowym wagonem doczepnym do prędkości 160 km/h. W pojeździe planowano zastosować m.in. ogrzewanie nawiewne i klimatyzację, regulowane fotele, tempomat, hamowanie elektrodynamiczne i hamulce szynowe oraz rozruch oporowy i impulsowy. Rozważano także zastosowanie pudeł ze stopów aluminium. W 1975 roku ukończone zostały założenia konstrukcyjne i plan koordynacyjny przygotowania i uruchomienia produkcji pojazdu 4WE. Z powodu odmowy dostaw ze strony przemysłu elektrotechnicznego nie było jednak możliwe wybudowanie tej jednostki i ostatecznie projekt nie został zrealizowany.
Po niepowodzeniu projektu 4WE przystąpiono do projektowania EZT typu 5WE, w którym planowano zastosować wyposażenie elektryczne oparte na rozwiązaniach z jednostki 3WE. Zachowano modułową konstrukcję pojazdu z tą różnicą, że wagon bufetowy nie musiał znajdować się w środku modułu, a ponadto do gamy wagonów dodano wagon doczepny bez bufetu. Wersją podstawową miał być zespół z wagonami doczepnymi na prędkość 160 km/h. Na początku lat 80. przewidywano, że produkcja tych składów, uzależniona od terminowych dostaw urządzeń z innych gałęzi przemysłu, zostanie uruchomiona po roku 1986. Ostatecznie, z powodu braku niektórych elementów wyposażenia i urządzeń, projekt ten również nie został zrealizowany.
W roku 1988 zakłady HCP wykonały dwa prototypowe wagony typu 134Aa na prędkość 160 km/h zgodne ze standardem UIC-Z2, zaś w roku 1992 od typu 134Ab rozpoczęły seryjną produkcję wagonów tego standardu. W latach 1996–1997 Adtranz/ABB dostarczyło PKP 50 wagonów standardu UIC-Z1 na prędkość 200 km/h. W 1996 roku Pafawag wykonał wagon typu 150A w tym standardzie, a rok później HCP od typu 152A rozpoczęły produkcję seryjną wagonów Z1.
W 1997 roku PKP rozpisało przetarg na dostawę 16 pociągów dużych prędkości z wychylnym nadwoziem. W przetargu tym oferty złożyły firmy Fiat Ferroviaria, Siemens i Adtranz. Zwyciężyła oferta złożona przez spółkę Fiat Ferroviaria, która zaoferowała pociąg ETR460 Pendolino, jednak po kontroli NIK-u, która wykazała szereg nieprawidłowości, m.in.: brak finansowania kupna i niedostatki techniczne infrastruktury kolejowej w Polsce w stosunku do możliwości pociągu, w grudniu 1999 przetarg unieważniono.
W połowie października 2009 roku PKP Intercity rozpoczęło eksploatację lokomotyw elektrycznych Siemens EuroSprinter typu ES64U4, oznaczone w Polsce serią EU44. Mogą rozwijać prędkość 230 km/h przy zasilaniu prądem przemiennym 15 lub 25 kV i 200 km/h przy prądzie stałym 3 kV, jednak ze względu na brak systemu ETCS prędkość pociągów pasażerskich prowadzonych lokomotywą EU44 wynosi maksymalnie 160km/h. Jedną lokomotywę EU44 wyposażono w system ETCS na potrzeby testów tego systemu.
30 maja 2011 roku PKP Intercity podpisało z firmą Alstom Transport umowę na dostawę 20 pociągów Alstom EMU250 Pendolino o maksymalnej prędkości 250 km/h. Obejmowała również budowę zaplecza technicznego i utrzymanie techniczne pociągów przez 17 lat. 14 grudnia 2014 pociągi Pendolino rozpoczęły kursowanie w zakresie nowej kategorii pociągów Express InterCity Premium, obsługującej relacje łączące Warszawę z Gdynią, Katowicami, Krakowem i Wrocławiem. 13 grudnia 2015 wydłużono trasy części pociągów do Bielska-Białej, Gliwic i Rzeszowa, a 29 kwietnia 2016 jeszcze do Jeleniej Góry i Kołobrzegu. Zakupione składy nie mają wychylnego nadwozia, typowego dla Pendolino.
Od 15 grudnia 2024 roku prędkość 200 km/h osiągają rozkładowo również klasyczne składy wagonowe, prowadzone lokomotywą EU200 na trasie Gdynia–Warszawa–Bielsko-Biała.

## Rekordy prędkości
| Data                    | Pojazd     | Producent        | Rodzaj pojazdu               | Prędkość   | Rodzaj rekordu                                                          |               |
| ----------------------- | ---------- | ---------------- | ---------------------------- | ---------- | ----------------------------------------------------------------------- | ------------- |
| 1968                    | EU05-29    | Škoda            | Lokomotywa elektryczna       | 174 km/h   | Rekord prędkości lokomotywy na polskich torach                          | [ 50 ]        |
| 11 maja 1994            | ETR460 260 | Fiat Ferroviaria | Elektryczny zespół trakcyjny | 250,1 km/h | Rekord prędkości pojazdu szynowego na torach Europy Środkowo-Wschodniej | [ 51 ]        |
| 18 kwietnia 1999        | EU43-001   | Pafawag          | Lokomotywa elektryczna       | 222 km/h   | Rekord prędkości lokomotywy na polskich torach                          | [ 52 ]        |
| 29 maja 2009            | EU44-001   | Siemens          | Lokomotywa elektryczna       | 235 km/h   | Rekord prędkości lokomotywy na polskich torach                          | [ 53 ]        |
| 19 lutego 2013          | 31WE-001   | Newag            | Elektryczny zespół trakcyjny | 211,6 km/h | Rekord prędkości pojazdu całkowicie polskiej konstrukcji                | [ 54 ]        |
| 24 listopada 2013       | ED250-001  | Alstom Transport | Elektryczny zespół trakcyjny | 293 km/h   | Rekord prędkości pojazdu szynowego na torach Europy Środkowo-Wschodniej | [ 15 ]        |
| 29 sierpnia 2015        | 45WE-010   | Newag            | Elektryczny zespół trakcyjny | 225,2 km/h | Rekord prędkości pojazdu całkowicie polskiej konstrukcji                | [ 55 ] [ 56 ] |
| 19/20 października 2023 | E4MSUa     | Newag            | Lokomotywa elektryczna       | 240,0 km/h | Rekord prędkości pojazdu szynowego całkowicie polskiej konstrukcji      | [ 57 ]        |

## Instytucje badawcze
W lipcu 2010 roku, w związku z planami budowy linii Y, PKP Polskie Linie Kolejowe powołały Centrum Kolei Dużych Prędkości. Na początku 2012 roku rozpoczęto likwidację Centrum ze względu na odroczenie budowy linii Y.
23 września 2011 na Uniwersytecie Technologiczno-Humanistycznym im. Kazimierza Pułaskiego w Radomiu powołano do życia Centrum Eksploatacji Kolei Dużych Prędkości.
Naukowo-technicznym wsparciem projektowania, budowy i eksploatacji zajmuje się również Instytut Kolejnictwa.